# Họ Ruồi lưng gù
Họ Ruồi lưng gù hay Ruồi phorid (Danh pháp khoa học: Phoridae) là một họ ruồi trong bộ Diptera, 23 loài thuộc nhóm ruồi phorid có khả năng tiêu diệt kiến, nhất là kiến lửa đỏ(Solenopsis invicta), 4 loài ruồi phorid đã được đưa vào bang Texas kể từ năm 1999. Chúng không để ý tới kiến bản địa mà chỉ đẻ trứng vào cơ thể những con kiến tới từ khu vực Nam Mỹ. 

## Thiên địch của kiến
Mỗi khi nhìn thấy kiến ra ngoài tổ, ruồi phorid lập tức bám theo. Chúng ở phía trên con mồi rồi tìm cách bơm trứng vào bên trong cơ thể kiến bằng một chiếc vòi nhọn. Khi trứng nở, giòi lập tức di chuyển lên đầu kiến. Chúng sống tại đây trong hai tuần và ăn não của vật chủ. Sau khi ăn hết não, giòi phát triển thành nhộng trong chiếc đầu rỗng.
Kiến vẫn ăn, ngủ, thức giấc, đi lại bình thường khi không còn não, dường như kiến làm mọi việc theo sự điều khiển của nhộng. Do kiến không còn não nên chúng chỉ di chuyển theo quán tính. Nhộng đã biến kiến thành xác chết biết đi và sai khiến chúng. Khoảng 30 ngày kể từ khi trứng nở, nhộng đưa kiến tới nơi ẩm ướt, nhiều mùn ở xa tổ kiến. Tại đây chúng làm cho đầu kiến lìa khỏi xác để chui ra.
Khi tới tuổi sinh sản, chúng lại tìm kiến lửa để đẻ trứng. Dù ruồi phorid không thể giết chết toàn bộ kiến lửa trong tổ bằng cách đẻ trứng, song chúng là một giải pháp để con người kiểm soát số lượng kiến. Kiến lửa rất sợ ruồi phorid. Nếu thấy nhiều ruồi ở một khu vực nào đó, chúng sẽ không dám tới đó để kiếm ăn, sự hiện diện của ruồi có thể làm giảm tốc độ bành trướng của tổ kiến.